# Aloysius Balina
Aloysius Balina, né le 21 juin 1945 à Isoso en  Tanzanie et mort le 5 novembre 2012 à Mwanza, est un prélat catholique tanzanien, évêque de Geita (en) en Tanzanie, puis de Shinyanga (en).

## Éléments biographiques
Balina est ordonné prêtre en 1971. En 1984 il est nommé évêque de Geita (en) en Tanzanie et en 1997 il est transféré au diocèse de Shinyanga (en).